# Biville-la-Baignarde
Biville-la-Baignarde là một xã thuộc tỉnh Seine-Maritime trong vùng Normandie miền bắc nước Pháp.

## Huy hiệu
| Arms of Biville-la-Baignarde | The arms of Biville-la-Baignarde are blazoned: Gules, a column on a pedestal argent charged with the capital letters RF sable and supporting a bust of Marianne argent, chapé Or charged with a horseshoe gules nailed sable and a spur rowel (mullet of 6 pierced) gules. |

## Dân số
| Năm | 1962 | 1968 | 1975 | 1982 | 1990 | 1999 | 2006 |
| --- | ---- | ---- | ---- | ---- | ---- | ---- | ---- |
| Dân số | 505  | 542  | 560  | 568  | 548  | 514  | 577  |
| From the year 1962 on: No double counting—residents of multiple communes (e.g. students and military personnel) are counted only once. |      |      |      |      |      |      |      |